# Capital Red Rose Corridor
El Capital Red Rose Corridor (conocido anteriormente como CorridorOne) es un sistema de tren de cercanías propuesto para el sur centro de Pensilvania, conectando a Harrisburg y Lancaster, Pensilvania operado por Capital Area Transit. El Capital Red Rose Corridor contaría con 1 línea 6 estaciones.